# Улица Чапаева (Салават)
Улица Чапа́ева (башк. Чапаев урамы) — улица в городе Салавате, расположенная в его старой части.

## История
Застройка улицы началась в 1952 году. Она застроена 2-этажными домами. 
На улице находится поликлиника СМЗ (Салаватский машиностроительный завод).

## Трасса
Улица Чапаева начинается от улицы Гагарина и заканчивается на улице Нуриманова, пересекает бульвар Матросова, улицы Горького, Первую, Богдана Хмельницкого, Строителей, Северную.

## Транспорт
По улице Чапаева ходят автобусы и маршрутки № 35, 33, 30, 38. Движение транспорта двусторонее.

## Примечательные здания и сооружения

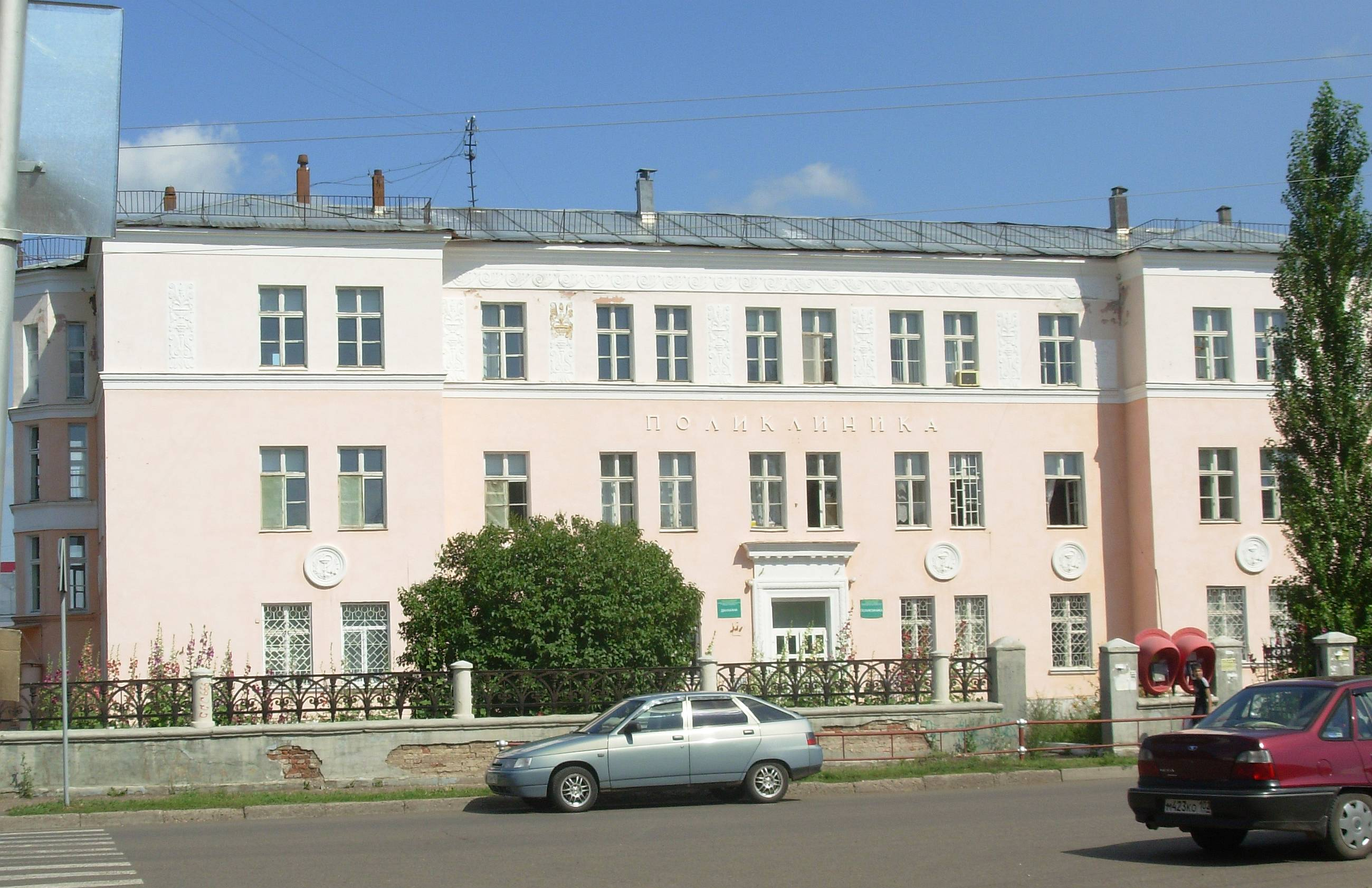
Улица Чапаева, поликлинка СМЗ

- д. 13, 30, 46 Продовольственные магазины
- д. 12 Поликлиника СМЗ
- д. 63 Чишминский профнастил[1]
- Старое кладбище